# We Got the Power
«We Got the Power» —en español «Tenemos el poder»— es el quinto sencillo de la cantante sueca Loreen. Fue lanzado en Suecia y en el Reino Unido como descarga digital por Warner Music Sweden el 15 de mayo de 2013. Ella interpretó la canción en la final del Festival de la Canción de Eurovisión 2013 en el Malmö Arena de Malmö.  La canción fue incluida en su álbum Heal (Edition 2013).

## Presentaciones en directo
El 18 de mayo de 2013, Loreen interpretó la canción por primera vez en directo durante la final del Festival de Eurovisión 2013, que también interpretó su canción ganadora de Eurovisión 2012, "Euphoria" y "My Heart is Refusing Me".

## Lista
| Descarga digital |                    |          |  |
| N.º              | Título             | Duración |  |
| 1.               | «We Got the Power» | 3:27     |  |

| UK Descarga digital |                            |          |  |
| N.º                 | Título                     | Duración |  |
| 1.                  | «We Got the Power»         | 3:27     |  |
| 2.                  | «We Got the Power» (Remix) | 3:12     |  |

## Posicionamento en listas

### Listas semanales
| Chart (2013)                   | Posición peak |
| ------------------------------ | ------------- |
| Irlanda (IRMA)                 | 90            |
| Polonia (Polish Airplay Chart) | 1             |
| Rumania (Romanian Top 100)     | 39            |
| Suecia (DigiListan)            | 9             |
| Suecia (Sverigetopplistan)     | 55            |
| Suiza (Schweizer Hitparade)    | 70            |

## Historial de lanzamiento
| País        | Data               | Formato          | Discográfica        |
| ----------- | ------------------ | ---------------- | ------------------- |
| Suecia      | 15 de mayo de 2013 | Descarga digital | Warner Music Sweden |
| Reino Unido | 15 de mayo de 2013 | Descarga digital | Warner Music Sweden |